# Чемпіонат світу з художньої гімнастики (монета)
«Чемпіона́т сві́ту з худо́жньої гімна́стики» — пам'ятна монета номіналом 2 гривні, випущена Національним банком України, присвячена визначному спортивному святу — Чемпіонату світу з художньої гімнастики, який уперше проходив в Україні, у Києві з 28 серпня по 1 вересня 2013 року.
Монету введено в обіг 22 серпня 2013 року. Вона належить до серії «Спорт».

## Опис монети та характеристики
| Номінал грн. | Метал      | Маса, г | Діаметр, мм | Якість виготовлення       | Гурт     | Тираж, штук |
| ------------ | ---------- | ------- | ----------- | ------------------------- | -------- | ----------- |
| 2            | нейзильбер | 12,8    | 31,0        | спеціальний анциркулейтед | рифлений | 20 000      |

### Аверс
На аверсі монети розміщено: угорі малий Державний Герб України, напис півколом «НАЦІОНАЛЬНИЙ БАНК УКРАЇНИ»; у центрі — логотип чемпіонату з написом «32nd WORLD CHAMPIONSHIPS RHYTHMIC GYMNASTICS», унизу — позначення року карбування монети «2013»; нижче по колу — номінал «ДВІ ГРИВНІ»; праворуч — логотип Монетного двору Національного банку України.

### Реверс
На реверсі монети зображено гімнастку зі стрічкою та напис півколом «ЧЕМПІОНАТ СВІТУ З ХУДОЖНЬОЇ ГІМНАСТИКИ».

## Автори

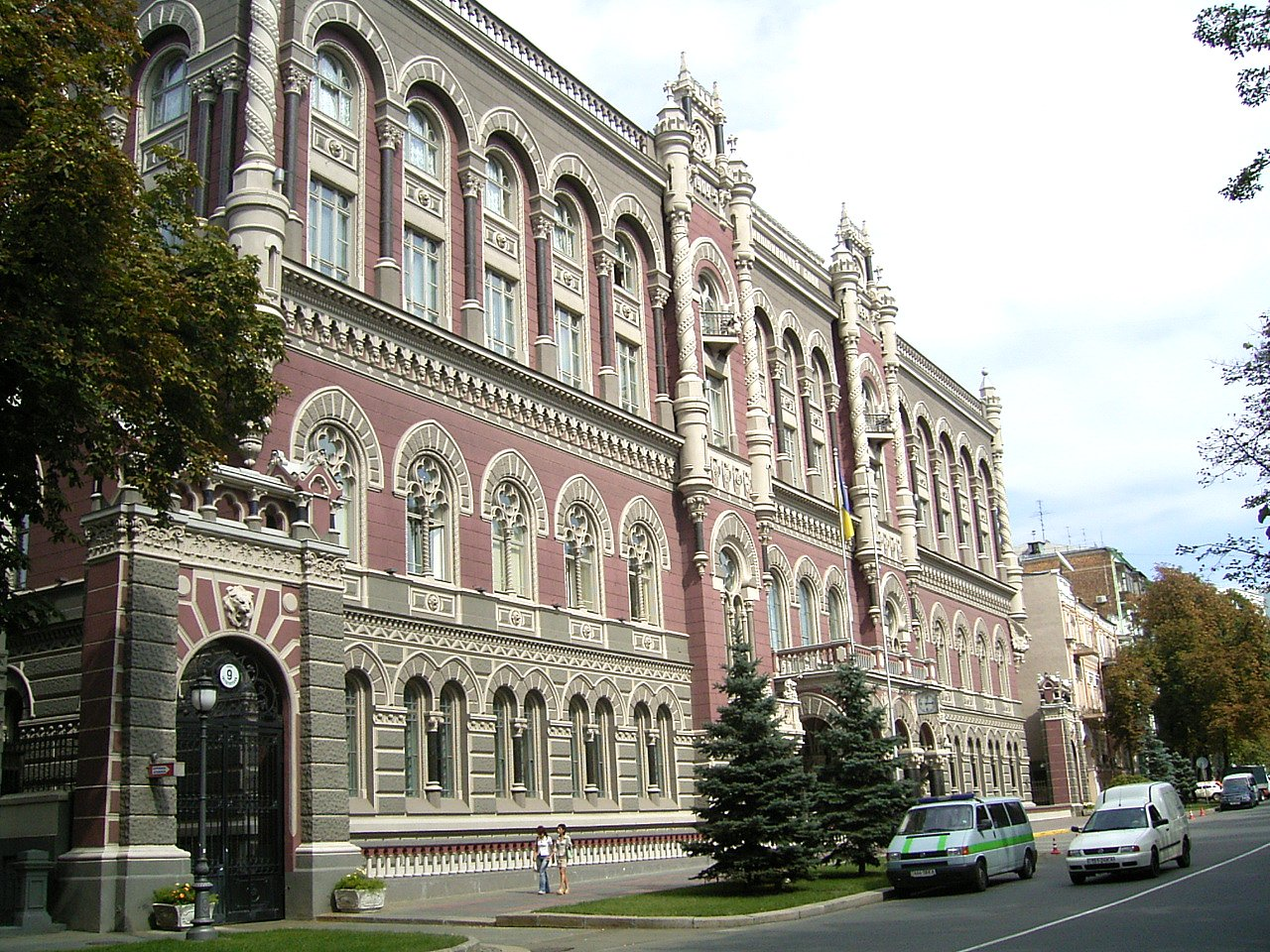
Будівля Національного банку України

- Художники: Таран Володимир, Харук Олександр, Харук Сергій.
- Скульптор — Дем'яненко Анатолій.

## Вартість монети
Під час введення монети в обіг 2013 року, Національний банк України реалізовував монету через свої філії за ціною 15 гривень.
Фактична приблизна вартість монети з роками змінювалася так:
| Рік        | 2014 | 2015 | 2016 | 2017 | 2018 | 2019 | 2020 | 2021 | 2022 | 2023 | 2024 | 2025 |
| ---------- | ---- | ---- | ---- | ---- | ---- | ---- | ---- | ---- | ---- | ---- | ---- | ---- |
| Ціна, грн. | 35   | 45   | 65   | 190  | 180  | 170  | 160  | 160  | 160  | 200  | 300  | 320  |